# وهاب دوبل كانون
ساسن عبد الوهاب المعروف بـوهاب دوبل كانون من مواليد 1972 بالقل (ولاية سكيكدة) هو مغني راب جزائري من مدينة عنابة في الجزائر ومؤسس أول فرقة راب بالجزائر دوبل كانون التي تم انشائها في حي لاكولون بعنابة عام1996و هو مؤسس الفرقة، وهو متحصل علي شهادة تقني سامي في الإنشاءات المعدنية وكان أول ألبوم المجموعة هو
kamikaz في ديسمبر من عام 1997 بدلا أن يكون ألبوم Perpéte عام 1996 وإلى بداية عام2001 بعد انفصال المجموعة لسبب غير معلوم وكانوا قد صنعوا 4ألبومات في 4 سنوات.
- Perpete 1996-Groupe DoubleKanon لكن هذا الألبوم لم يتم نشره لأن أغنانيه تنتقد السياسة.
- Kamikaz 1997-Groupe DoubleKanon
- Kanibal 1998-Groupe DoubleKanon
- Kondamné 1999-Groupe DoubleKanon

بعد انفصالهما أكمل لطفي دوبل كانون مشواره الفني أما الطرف الثاني للفرقة «ذات الخلية الواحدة»، وهاب دوبل كانون، والمتحصل أيضا علي شهادة جامعية• فقد انفصل عن لطفي في أواسط 2001، لسبب غير معلوم وكما كان يقول لطفي عنه أن ظروفه لاتسمح له بالغناء معه بسبب المشاكل التي حدثت له مع السلطات.
بعدها أنتجت شركة Sks لوهاب الذي اختار الهجرة إلى فرنسا، ألبومين، لم يحققا النجاح المطلوب، مما أعطى خصوصية اللقب أكثر إلى لطفي. في عام 2000 اتصل ساسن عبد الوهاب بمغني الراب العنابي عزو لمساعدته في إنتاج ألبومه Solitaire. أغتيل في شهر سبتمبر 2024

## تأثيره على المجتمع
أثر كثيراً على المجتمع خاصة ان هناك من أخذ نفس مبادئ وهاب ليكمل المهمة وهو مغني الراب الشاب من ولاية خنشلة «NaBil DANGER KAMIKAZ نبيل دونجي كميكاز» والذي أصر على مواصلة ومتابعة الجهاد ضد الفساد بنفس المبادئ وباللغة النابعة من قلب الشارع.

## ألالبومات
Solitaire في صيف عام 2001
Kamikaz II في صيف عام 2002

## سيرة ذاتية
وهاب في مقاطع من أغاني يقول أن الوحدة سلوك رائع يمنع كل أصدقاء السوء...وفي كل مرة يقول : solitaire معنى مش معاني كاين ناس بزاف تحب تمنكر بلعاني.
كانت كثيرا من الجرائد والصحف في حوالي عام 2000بعد انفصال المجموعة تكتب فقط عن لطفي وتنسى وهاب كثيرا، لكن وهاب في قلب الجمهور لا ينسى ابداً.
كان آخر نشاطه في الفن ألبوم Kamikaz IIعام 2003 وبعد ذلك عندما ذهب لفرنسا كان يريد تقديم حفل في الجزائر في عنابة عم 2004 لكنه لم يأت منذ ذلك الحين. ووهاب يقيم الآن في مدينة Lile الفرنسية ومتزوج من فرنسية من أصل جزائري وهو الآن أب لثلاثة أولاد.
عبد الوهاب عانى كثيرا من المشاكل في حياته...وكدالك عاني من البطالة حيث وجد نفسه في مأزق البطالة بعد أن تخرج من الجامعة حوالي عام1996

## عن الالبومين الاسطورة
-ألبوم Kamikaz II
الذي أنشءه حوالي بعد عام أم عامين من إنشاء أول ألبومه. التسمية لقد اختار وهاب التسمية لهذا الالبوم التسمية الأولى للألبوم الذي أنشؤؤه في عام1997 مع لطفي يعني ينسب لأول ألبوم المجموعة.
-يحتوي الالبوم على 9 أغنيات.
- 1 Intro
- 2 Interlude
- 3 Kamikaz II
- 4 gadam lal goudam
- 5 char fi el bachar
- 6 Mabda houa el mabda
- 7 darba byad wahed
- 8 jeb el mic
- 9 Wach bkalek fad lableb

-ألبوم
Solitaire
هذا الألبوم الأول الذي صدر لوهاب soloعام2000-2001 يحكي فيه عن الوحدة وأشياء كثيرة ويقول فيه:جليس الوحدة خير من جليس السوء-يحتوي على 8 أغنيات.
- 1 Intro
- 2 Outro
- 3 Solitaire
- 4 Meskina
- 5 N3ani Rassi
- 6 Chiratte el9yal9
- 7 Gangs ta Rap
- 8 JET FI ECHAAB
- 9 la machine de Guerre

## الروابط
- الموقع الرسمي المصنوع لاجله
- Skyrock de waheb dk
- صفحته على الفيس بووك  على فيسبوك.